# Ficus trimenii
Ficus trimenii là một loài thực vật có hoa trong họ Moraceae. Loài này được King ex Trimen mô tả khoa học đầu tiên năm 1885.